# Vernaccia di Serrapetrona
Mit dem Namen Vernaccia di Serrapetrona DOCG werden italienische rote Schaumweine (trocken und lieblich) aus den Provinzen Ancona und Macerata, Region Marken bezeichnet. Der Schaumwein (Spumante) besitzt seit dem Jahr 2004 eine „kontrollierte und garantierte Herkunftsbezeichnung“ (DOCG), die zuletzt am 7. März 2014 aktualisiert wurde. Zuvor besaßen die Weine (seit 1971) die einfachere DOC-Klassifikation.

## Erzeugung
Für den Schaumwein schreibt die Denomination folgende Rebsorte vor:
- mindestens 85 % Vernaccia Nera
- höchstens 15 % andere rote Rebsorten – einzeln oder gemeinsam, die für den Anbau in der Region Marken zugelassen sind.

Der Wein muss mindestens 18 Monate reifen, davon mind. sechs Monate in der Flasche, bevor er in den Verkauf gelangen darf.

## Anbau
Anbau und Vinifikation dieser Schaumweine sind nur in der Provinz Macerata in der Region Marken gestattet. Die zugelassenen Anbaugebiete liegen in: Serrapetrona und in Teilen der Gemeinden von Belforte del Chienti und von San Severino Marche.

## Beschreibung
Laut Denomination:
- Perlage: anhaltend feinperlig
- Farbe: granat- bis rubinrot
- Geruch: charakteristisch weinig
- Geschmack: charakteristisch, von trocken bis lieblich, mit einem angenehm bitteren Nachgeschmack
- Alkoholgehalt: mindestens 11,5 Vol.-%
- Säuregehalt: mind. 4,5 g/l
- Trockenextrakt: mind. 22,0 g/l